# Czechy na Mistrzostwach Świata w Lekkoatletyce 2013
Czechy na Mistrzostwach Świata w Lekkoatletyce 2013 – reprezentacja Czech podczas mistrzostw świata w Moskwie liczyła 28 zawodników.

## Medaliści
| Medal | Zawodnik         | Konkurencja                |
|       | Zuzana Hejnová   | Bieg na 400 m przez płotki |
|       | Vítězslav Veselý | Rzut oszczepem             |
|       | Lukáš Melich     | Rzut młotem                |

## Występy reprezentantów Czech

### Mężczyźni

#### Konkurencje biegowe
| Konkurencja                | Zawodnik                                                     | Eliminacje | Eliminacje | Półfinał | Półfinał | Finał    | Finał   |
| Konkurencja                | Zawodnik                                                     | Rezultat   | Pozycja    | Rezultat | Pozycja  | Rezultat | Pozycja |
| -------------------------- | ------------------------------------------------------------ | ---------- | ---------- | -------- | -------- | -------- | ------- |
| Bieg na 400 m              | Pavel Maslák                                                 | 45,44      | 16. Q      | 44,84    | 6. Q     | 44,91    | 5.      |
| Bieg na 800 m              | Jan Kubista                                                  | 1:47,66    | 25.        | NQ       | NQ       | NQ       | NQ      |
| Bieg na 110 m przez płotki | Martin Mazáč                                                 | 13,52      | 17.        | NQ       | NQ       | NQ       | NQ      |
| Sztafeta 4 × 400 m         | Daniel Němeček Pavel Maslák Petr Lichý Jan Tesař Jan Kubista | 3:04,54    | 19.        | —        | —        | NQ       | NQ      |

#### Konkurencje techniczne
| Konkurencja    | Zawodnik         | Eliminacje | Eliminacje | Finał    | Finał   |
| Konkurencja    | Zawodnik         | Rezultat   | Pozycja    | Rezultat | Pozycja |
| -------------- | ---------------- | ---------- | ---------- | -------- | ------- |
| Skok wzwyż     | Jaroslav Bába    | 2,26       | 14.        | NQ       | NQ      |
| Skok o tyczce  | Michal Balner    | NM         | NM         | NQ       | NQ      |
| Skok o tyczce  | Jan Kudlička     | 5,65       | 1. q       | 5,75     | 7.      |
| Rzut młotem    | Lukáš Melich     | 78,52      | 2. Q       | 79,36    | brąz    |
| Pchnięcie kulą | Ladislav Prášil  | 20,90      | 2. Q       | 20,98    | 5.      |
| Pchnięcie kulą | Martin Stašek    | 20,04      | 11. q      | 19,10    | 12.     |
| Pchnięcie kulą | Antonín Žalský   | 19,76      | 12. q      | 19,54    | 11.     |
| Rzut oszczepem | Vítězslav Veselý | 81,51      | 5. q       | 87,17    | złoto   |

### Kobiety

#### Konkurencje biegowe
| Konkurencja                | Zawodniczka                                                                                   | Eliminacje | Eliminacje | Półfinał     | Półfinał | Finał          | Finał   |
| Konkurencja                | Zawodniczka                                                                                   | Rezultat   | Pozycja    | Rezultat     | Pozycja  | Rezultat       | Pozycja |
| -------------------------- | --------------------------------------------------------------------------------------------- | ---------- | ---------- | ------------ | -------- | -------------- | ------- |
| Bieg na 100 m              | Kateřina Čechová                                                                              | 11,67      | 34.        | NQ           | NQ       | NQ             | NQ      |
| Bieg na 800 m              | Lenka Masná                                                                                   | 2:00,31    | 13. q      | 1:59,56 (PB) | 5. Q     | 2:00,59        | 8.      |
| Bieg na 100 m przez płotki | Lucie Škrobáková                                                                              | 13,24      | 24.        | NQ           | NQ       | NQ             | NQ      |
| Bieg na 400 m przez płotki | Zuzana Hejnová                                                                                | 55,25      | 5. Q       | 53,52        | 1. Q     | 52,83 (WL, NR) | złoto   |
| Bieg na 400 m przez płotki | Denisa Rosolová                                                                               | 55,44      | 8. Q       | 55,14        | 11.      | NQ             | NQ      |
| Sztafeta 4 × 100 m         | Denisa Rosolová Jitka Bartoničková Jana Slaninová Zuzana Hejnová Lenka Masná Sylva Škabrahová | 3:30,48    | 10.        | —            | —        | NQ             | NQ      |
| Chód na 20 km              | Anežka Drahotová                                                                              | —          | —          | —            | —        | 1:29:05 (PB)   | 7.      |
| Chód na 20 km              | Lucie Pelantová                                                                               | —          | —          | —            | —        | 1:40:23        | 57.     |

#### Konkurencje techniczne
| Konkurencja   | Zawodniczka      | Eliminacje | Eliminacje | Finał    | Finał   |
| Konkurencja   | Zawodniczka      | Rezultat   | Pozycja    | Rezultat | Pozycja |
| ------------- | ---------------- | ---------- | ---------- | -------- | ------- |
| Skok w dal    | Jana Korešová    | 6,18       | 25.        | NQ       | NQ      |
| Skok o tyczce | Jiřina Svobodová | 4,55       | 1. q       | 4,55     | 8.      |
| Rzut młotem   | Tereza Králová   | 64,74      | 24.        | NQ       | NQ      |
| Siedmiobój    | Eliška Klučinová | —          | —          | 6332     | 7.      |

Kursywą zawodnicy rezerwowi.